# Philippe Lejeune

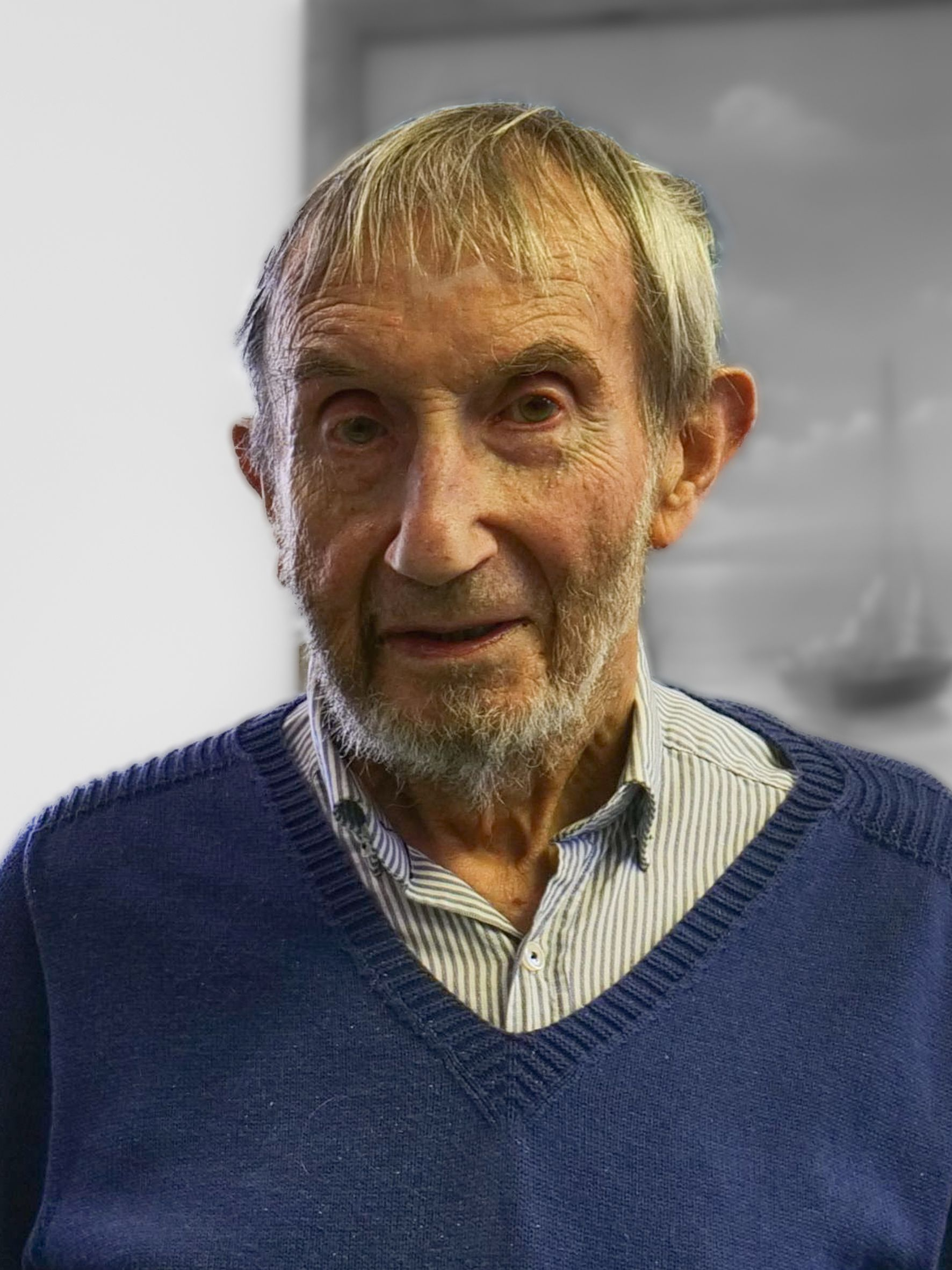
Philippe Lejeune

Philippe Lejeune (* 13. August 1938 in Paris) ist ein französischer Literaturwissenschaftler, der sich hauptsächlich mit der Autobiografie befasst. Er ist außerdem Mitbegründer der 1992 ins Leben gerufenen Autobiografischen Gesellschaft (Association pour l'autobiographie et le patrimoine autobiographique). Als seine wichtigste Arbeit gilt das Buch Der autobiografische Pakt, das im französischen Original 1975 erschien.
Lejeune versuchte, eine theoretische Grundlage zu schaffen, um das Genre der Autobiografie besser abgrenzen zu können. Dazu formulierte er zunächst deren Definition: die Autobiografie ist "die retrospektive Schilderung in Prosaform, die eine real existierende Person ihres Daseins gibt, wobei sie den Hauptakzent auf das individuelle Leben legt, insbesondere auf die Lebensgeschichte der eigenen Persönlichkeit." Darüber hinaus bildete Lejeune das Konzept des autobiografischen Pakts: "Damit es überhaupt eine Autobiografie geben kann, muss der Autor mit seinen Lesern einen Pakt, einen Vertrag eingehen, in dem er verspricht, sein Leben, und nichts als sein Leben, in allen Einzelheiten zu erzählen."
Somit sind für Lejeune einerseits die genaue Introspektion und andererseits der Anspruch von Wahrhaftigkeit die beiden Merkmale des autobiografischen Genres. Dennoch räumt er ein, dass vielerlei Faktoren (Erinnerungslücken, mangelnde oder übermäßige Wahrheitstreue, die gewählte Erzähltechnik usw.) das Unternehmen erschweren, die eigene Lebensgeschichte aufzuzeichnen.
Insbesondere der Autor und Filmemacher Alain Robbe-Grillet widersprach dem von Lejeune eingemahnten Pakt. Beim Schreiben der eigenen Autobiografie, Le Miroir qui revient (1985, deutsche Übersetzung von Andrea Spingier: Der wiederkehrende Spiegel, Suhrkamp 1986) formulierte er eine Gegenposition, was eine längere Kontroverse unter den französischen Intellektuellen auslöste.
1998 wurde Lejeune als korrespondierendes Mitglied in die British Academy gewählt.

## Veröffentlichungen
- 1971: L'Autobiographie en France
- 1975: Le Pacte autobiographique
  - Der autobiographische Pakt, übers. von Dieter Hornig und Wolfram Bayer (edition suhrkamp/SV 1994)
- 1980: Je est un autre. L'autobiographie de la littérature aux médias
- 1986: Moi aussi
- 1990 «Cher cahier...» Témoignages sur le journal personnel
- 1990: La Pratique du journal personnel
- 1997: Un journal à soi, ou la passion des journaux intimes
- 1998: Pour l'autobiographie
- 2000: Les Brouillons de soi
- 2000: «Cher écran...» Journal personnel, ordinateur, Internet
- 2005: Signes de vie (Le pacte autobiographique, 2) (2005)
- 2006: Le Journal intime. Histoire et anthologie
- 2013: Autogenèses. Brouillons de soi 2
  - deutsch: Liebes Tagebuch. Zur Theorie und Praxis des Journals, übersetzt von Jens Hagestedt, belleville, München 2014, ISBN 978-3-943157-76-5